# 40
40 (XL, na numeração romana) foi um ano bissexto do século I, do Calendário Juliano, da Era de Cristo, teve início a uma sexta-feira e terminou a um sábado, as suas letras dominicais foram C e B.
| Ano completo                          |
| ------------------------------------- |
| Ano bissexto com início à sexta-feira |